# Alexandre Iddir
Alexandre Iddir, né le 21 février 1991 à Villepinte, est un judoka français évoluant dans la catégorie -100 kg et licencié à Flam 91.

## Biographie

### Carrière de judoka
Alexandre Iddir devient champion de France en 2013 et médaillé de bronze aux Championnats d'Europe de judo 2014 en catégorie moins de 90 kg.
Il remporte la médaille d'or par équipes aux Jeux européens de 2015.
Il se qualifie pour les Jeux olympiques d'été de 2016 en moins de 90 kg où termine 7e en individuel et remporte l'or olympique 
Après le grand slam de Paris 2017, il annonce sa décision d'évoluer désormais en moins de 100 kg puis devient ensuite champion de France des moins de 100 kg en 2017, 2018 et 2023.
Il est médaillé d'argent par équipes aux Championnats du monde de judo 2018 et médaillé de bronze en moins de 100 kg aux Jeux méditerranéens de 2018.
Il remporte l'or olympique en équipe mixte aux JO de Tokyo.

### Divers
En parallèle de sa carrière sportive et dans le cadre du pacte de performance, il travaille pour la société Ippon Technologies.
En novembre 2020, parallèlement à sa carrière de sportif de haut niveau, il rejoint le dispositif Athlètes SNCF en tant qu'agent commercial en gare de Paris Nord.

## Palmarès

### Jeux olympiques
- Médaille d'or par équipe mixte lors des Jeux olympiques d'été de 2020 à Tokyo.
- 7e lors des Jeux olympiques d'été de 2016 de Rio de Janeiro en -90 kg.

### Championnat du Monde

#### Équipes
- Médaille d'argent en équipe mixte lors des Championnats du monde de judo 2018 à Bakou.

### Championnat d'Europe

#### Individuel
- Médaille de bronze lors des Championnats d'Europe de judo 2021 à Lisbonne, en -100 kg[3].
- Médaille de bronze lors des Championnats d'Europe de judo 2014 à Montpellier, en -90 kg.
- 5e lors des Championnats d'Europe de judo 2016 à Kazan, en -90 kg.
- Médaille de bronze lors des Championnats d'Europe des moins de 23 ans 2013 à Samokov, en -90 kg.

#### Équipes
- Médaille d'or lors des Jeux européens de 2015 à Bakou.
- Médaille de bronze lors des Championnats d'Europe 2014 à Montpellier.

### Championnat de France

#### Individuel
- Médaille d'or lors des Championnats de France 2023 à Caen, en - 100kg.
- Médaille d'or lors des Championnats de France 2018 à Rouen, en -100 kg.
- Médaille d'or lors des Championnats de France 2017 à Saint-Quentin-en-Yvelines, en -100 kg.
- Médaille d'or lors des Championnats de France 2016 à Montbéliard, en -100 kg.
- Médaille d'or lors des Championnats de France 2013 à Marseille, en -90 kg.
- Médaille de bronze lors des Championnats de France 2012 à Montpellier, en -90 kg.
- Médaille de bronze lors des Championnats de France 2011 à Liévin, en -90 kg.
- Médaille d'or lors des Championnats de France Juniors 2010 à Paris, en -90 kg.
- Médaille d'or lors des Championnats de France Juniors 2009 à Paris, en -90 kg.

#### Équipes
- Médaille de bronze lors des Championnats de France par équipes 2020 à Brest.
- Médaille de bronze lors des Championnats de France par équipes 2018 à Bourges.
- Médaille de bronze lors des Championnats de France par équipes 2015 à Toulouse.
- Médaille d'or lors des Championnats de France par équipes 2014 à La Roche-sur-Yon.
- Médaille d'or lors des Championnats de France par équipes 2013 à Villebon-sur-Yvette.
- Médaille d'or lors des Championnats de France par équipes 2011 à Liévin.

### Divers
- Médaille d'argent lors du Grand Prix de Zagreb 2019, en -100 kg.
- Médaille d'or lors du Grand Prix d'Antalya 2019, en -100 kg[4].
- Médaille d'or lors du Grand prix de Tel Aviv 2019, en -100 kg.
- Médaille d'argent lors du Grand Prix de Tashkent 2018, en -100 kg.
- Médaille de bronze lors des Jeux Méditerranéens de Cambrils 2018, en -100 kg.
- Médaille de bronze lors du Grand Prix de Qingdao 2015, en -90 kg.
- Médaille d'argent au Grand Chelem de Paris 2015, en -90 kg.
- Médaille de bronze lors du Grand Prix d'Astana 2014, en -90 kg.
- Médaille de bronze lors du Grand Prix de Samsun 2014, en -90 kg.

## Décorations
- Chevalier de la Légion d'honneur (2021)[5]